# Amleto Palermi
Amleto Palermi (11 de julio de 1889 – 20 de abril de 1941) fue un director, guionista y actor cinematográfico italiano.

## Biografía
Nacido en Roma, fue llevado a Palermo cuando tenía 6 meses de edad. Sus padres eran Raoul Vittorio (el célebre Gran Maestro y Comendador del Oriente de Italia, Logia de Piazza del Gesù, antes de la disolución de las logias masónicas por Mussolini en 1922), director del Giornale di Sicilia, y Emilia Scarpelli (tía de Furio Scarpelli), y tuvo tres hermanos: Manfredi, Italo y Gustavo.

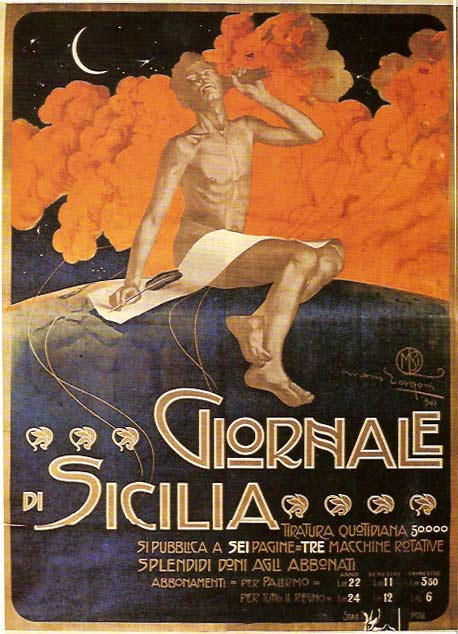
Cartel de anuncio del Giornale di Sicilia, obra de Mario Borgoni.

Palermi en sus comienzos escribía obras teatrales en dialecto, y en 1913 volvió a Roma, donde encontró trabajo como periodista y, más adelante, como guionista para el cine mudo.
En 1914 participó en su primer film, L'Orrendo Blasone, producido por Gloria Film, y a partir de ese momento pasó a ser uno de los directores italianos más solicitados hasta que, a causa de la crisis del cine italiano posterior a la Primera Guerra Mundial, hubo de trabajar en Alemania, donde dirigió varias películas.
En 1929, con la llegada del cine sonoro, volvió a Roma, dirigiendo un gran número de filmes, cerca de 35 hasta el inicio de la Segunda Guerra Mundial, siendo así uno de los directores italianos más prolíficos.
Casado con Ida Molinaro, tuvo tres hijos: Fioretta, Filippo (Mimmo, actor "infantil") y Francesco Saverio. Mimmo (Filippo) murió prematuramente el 18 de febrero de 1925. Amleto Palermo falleció todavía joven en el año 1941 en Roma, a causa de una meningitis estreptocócica (sin cura en aquella época por la inexistencia de antibióticos).

## Selección de su filmografía

### Dirección, guion y argumento

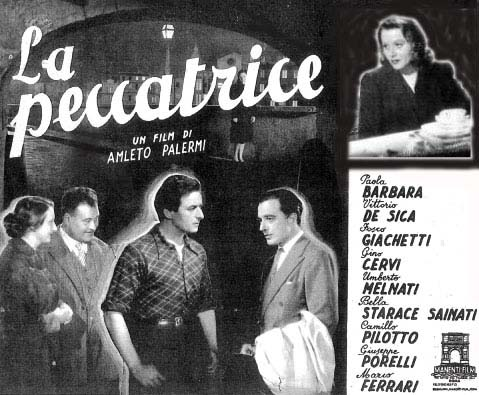
Cartel de La peccatrice.

- Il sogno di don Chisciotte (1915)
- La casa degli scapoli (1923)
- International Gran Prix (1924)
- Creature della notte (1934)
- Partire (1938)
- La peccatrice (1940)

- Arriviamo noi! (1942)

### Dirección y guion
- Il piacere (1918)
- La seconda moglie (1922)
- Gli ultimi giorni di Pompei (1926)
- Florette e Patapon (1927)
- L'eredità dello zio buonanima (1934)
- Il Corsaro Nero (1937)
- Cavalleria rusticana (1939)
- Follie del secolo (1939)
- Napoli che non muore (1939)
- San Giovanni decollato (1940)
- L'elisir d'amore (1941)

### Dirección y argumento
- Sul campo dell'onore (1915)
- Porto (1934)
- Le due madri (1938)

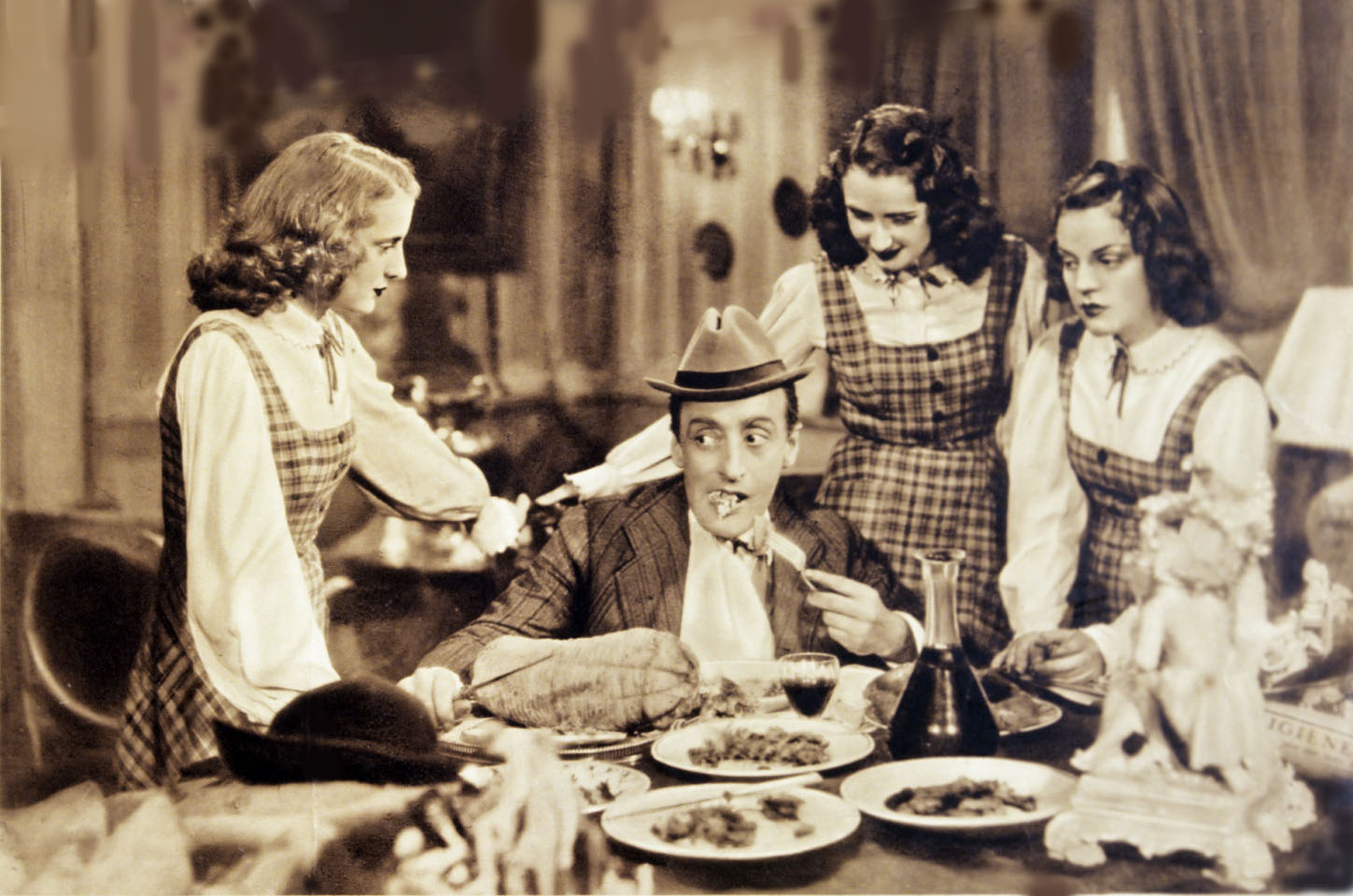
Fotograma de El fantasma es un vivo: Totò y el Trio Primavera (Wilma Mangini, Thea Prandi e Isa Bellini).

- El fantasma es un vivo (L'allegro fantasma, originalmente Totò l'allegro fantasma, 1941)

### Argumento
- La pantomima della morte, de Mario Caserini (1915)
- La strega, de Gian Paolo Rosmino (1915)
- Amore, de Carlo Ludovico Bragaglia (1935)
- Allegri masnadieri, de Marco Elter (1937)
- Vivere, de Guido Brignone (1937)
- Il signor Max, de Mario Camerini (1937)
- Oro nero, de Enrico Guazzoni (1942)
- Il conte Max, de Giorgio Bianchi (1957)